# Cariñena
Cariñena è un comune spagnolo di 3 665 abitanti situato nella comunità autonoma dell'Aragona.
Cariñena ha dato il nome alla comarca del Campo de Cariñena, della quale è il capoluogo. Riconquistata dai Cristiani nel 1119, convissero nella cittadina per lungo tempo tre comunità: quella cristiana, quella musulmana e quella ebrea. La Sinagoga, che sorgeva nel centro dell'abitato, fu trasformata nel XVI secolo in chiesa cristiana (Iglesia de Santiago). Cariñena è conosciuta in Spagna per i suoi robusti vini rossi che, fin dagli anni sessanta, sono protetti da una propria denominazione d'origine.

## Amministrazione

### Gemellaggi
- Saint-Pierre-d'Oléron